# Daria Lipko

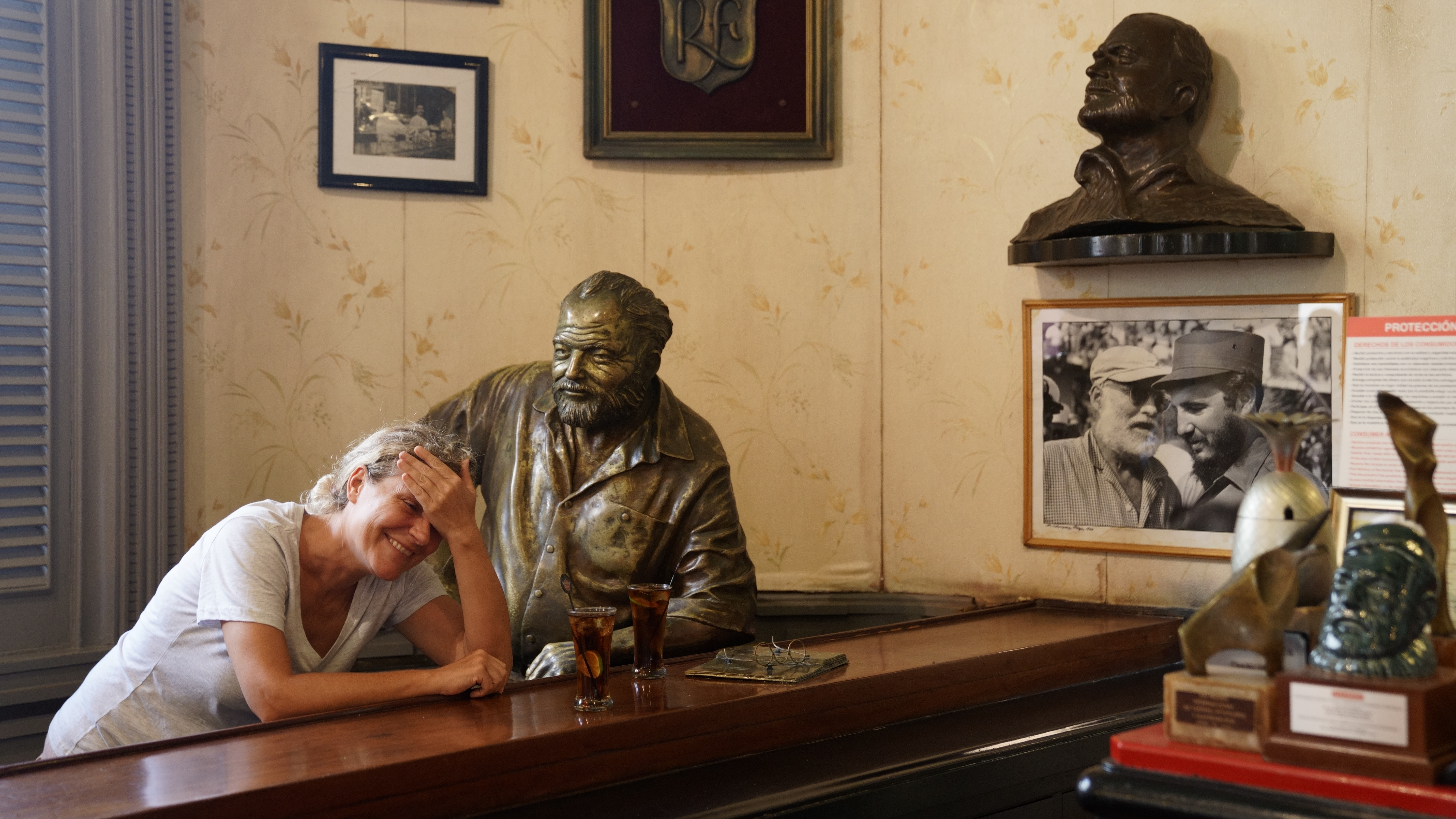
Hemingway's Pub in Havana

Daria Lipko (ur. 9 marca 1976 w Krakowie) – polska dokumentalistka związana ze stacją TVN.

## Życiorys
Ukończyła teatrologię oraz zarządzanie kulturą na Uniwersytecie Jagiellońskim. W 2001 rozpoczęła pracę w stacji TVN jako dokumentalistka, reżyserka, a później również producentka wykonawcza seriali fabularnych i dokumentalnych. Pracowała przy produkcjach „Nie do wiary”, Usterka”, „W11. Wydział Śledczy”, „Detektywi”, „Kartoteka”, „Detektywi na Zlecenie” i „Szpital”. Od 2017 jest też wykładowczynią filmu dokumentalnego w szkole filmowej AMA.
W 2015 powstał film dokumentalny pt. „Stan umysłu” w jej reżyserii i według jej scenariusza. Film przedstawia historię Senadina Ljubovića, psychiatry pochodzącego z Bośni. Został nagrodzony między innymi: Międzynarodową nagrodą Martyr Avini „Cinema Verite” na irańskim międzynarodowym festiwalu filmów dokumentalnych w 2015 oraz specjalną nagrodą Merit w kategorii krótkometrażowego filmu dokumentalnego w 2016.

## Najważniejsze nagrody
1. Główna nagroda HBO za najlepszy development Dragon Forum na KFF
2. Cinema Variete Film Festival - Awarded
3. Specjalna Nagroda Ministra Kultury w Iranie
4. Best Shorts Competition Award USA for " State of Mind " 24-carat gold plated statuette.